# あずみ圭
あずみ 圭（あずみ けい）は、日本の男性ライトノベル作家。愛知県出身。

## 経歴
元々は読み専だったが、小説家になろうの存在を知ったことをきっかけに、2012年に『月が導く異世界道中』の投稿を始めた。
2013年、『月が導く異世界道中』がアルファポリスの「第5回ファンタジー小説大賞」読者賞を受賞し、単行本としてアルファポリスから書籍が刊行された。

## 人物
歴史を学ぶことや時代劇鑑賞が好きで、『月が導く異世界道中』の設定にも時代劇趣味が活かされている。

## 作品

### 小説
- 月が導く異世界道中 （アルファポリス、2013年 - 、既刊20巻）

### 漫画原作
- 『鬼殺しの我道再演』スクウェア・エニックス〈ガンガンコミックス〉全3巻（漫画：雪山しめじ、『月刊少年ガンガン』2024年2月号[4] - 2025年5月号[5]）